# فرانچسکو بورتولوتزی-بورلا
فرانچسکو بورتولوتزی-بورلا (ایتالیایی: Francesca Bortolozzi-Borella؛ زادهٔ ۴ مهٔ ۱۹۶۸) شمشیرباز اهل ایتالیا است.
وی در مسابقات کشوری و بین‌المللی در مجموع برندهٔ ۲ مدال طلا، ۱ مدال نقره شده‌است.